# Никель, Иоганн
Иоганн Никель (1863—1924; пол. Johannes Nikel) — немецкий и польский католический богослов и педагог; доктор теологии.

## Биография
Иоганн Никель родился 28 октября 1863 года в городе Жоры (Силезское воеводство, Польша). Изучал теологию и восточные языки сначала во Вроцлавском университете (1881-1884), затем продолжил обучение в университете Вюрцбурга (1884-1890). В Вюрцбурге он также написал свою докторскую диссертацию «Ветхий Завет» о Херувиме и Серафиме, который был опубликован во Вроцлаве в 1890 году.
26 июня 1886 года во Вроцлаве И. Никель был рукоположён в священники . В 1886-1890 годах работал куратором в Оленице, а затем в Хожуве. В 1890-1897 годах он работал учителем в гимназиях Глубчице, Нысе и Вроцлава. 
В 1897 году он начал работать доцентом экзегетики (кафедра библейских наук) во Вроцлавском университете и некоторое время спустя стал ординарным профессором католического теологического факультета в Бреславльском университете. 
В 1907 году Иоганн Никель был назначен консультантом Папской библейской комиссии. В 1913 году он стал каноником, а в 1921 году - начальником кафедрального собора. 
С 1914 по 1921 год он был председателем Силезской ассоциации святого Бонифация.
Помимо этого Никель стоял во главе периодических печатных изданий «Altestamentliche Abhandlungen» и «Biblische Zeitfragen», а также занимался социальными вопросами в меру сил и возможностей помогая людям в трудных ситуациях. 
Иоганн Никель умер 28 июня 1924 года в городе Бреслау.
Никель был признанным экспертом в областях, которые он выбрал - Ветхий Завет и социальные проблемы. Об этом свидетельствуют многочисленные публикации, которые до сегодняшнего дня не утратили своей ценности. На протяжении всей своей жизни он работал над адаптацией научных результатов современной экзегетики к преподаванию в католической церкви.

## Избранная библиография
- Nauka Starego Testamentu o Cherubinach i Serafinach, 1890 Würzburg
- Pogańskie narody starożytności i ich nastawienie do obcych religii, 1891
- Tolerancja religijna starożytnych ludów pogańskich, 1891
- Prawo społeczne Niemieckiej Rzeszy w minionej dekadzie, 1891
- Polityka socjalna i ruchy społeczne starożytności, 1892
- Monoteizm Izraela z czasów przedbabilońskich, 1893
- Ogólna historia kultury, 1895
- Dzieło historyczne Herodota w świetle asyrologii, 1896
- Herodot a badania pisma klinowego, 1896
- Odtworzenie żydowskiej wspólnoty po okresie babilońskim, 1900
- Prawa Rzeszy o ubezpieczeniach chorobowych, wypadkowych i inwalidzkich, 1901
- Biblia a Babel, 1903
- Księga Rodzaju a badania pisma klinowego, 1903
- Nowe źródła najstarszej historii żydowskiej diaspory, 1906
- Biblijne pytania naszych czasów, 1908 Münster
- Stare i nowe ataki na Stary Testament, 1908
- Wiarygodność Starego Testamentu w świetle Bożej inspiracji, 1908
- Źródło starotestamentalnej wiary w Boga, 1908
- Biblijna prehistoria, 1909
- Mojżesz i jego dzieło, 1909
- Historia Izraela od Jozuego do końca wędrówki, 1910
- Historia Patiarchów, 1912
- Historia Izraela od Egiptu do Chrystusa, 1916
- Rozprawy starotestamentowe, 1909 Münster
- Historyczny charakter Księgi Rodzaju, 1909
- Stary Testament a porównywalna historia religii, 1911
- Stary Testament a miłość bliźniego, 1913
- Używanie Starego Testamentu w kazaniu, 1913
- List do Hebrajczyków, 1914
- Wprowadzenie do Starego Testamentu, 1917
- Starotestamentowe kazania, 1917 Paderborn
- Nowy tekst Ninkarrak, 1918
- Wybór starotestamentowych tekstów, 1919
- Biblijna archeologia, 1919.